# Aenigmatistes cilipes
Aenigmatistes cilipes är en tvåvingeart som beskrevs av Schmitz 1927. Aenigmatistes cilipes ingår i släktet Aenigmatistes och familjen puckelflugor. Inga underarter finns listade i Catalogue of Life.